# جان لويس ريتشارد
جان لويس ريتشارد (بالفرنسية: Jean-Louis Richard)‏
```
هو 
كاتب سيناريو
 
ومخرج
 
وممثل
 
فرنسي
، ولد في 17 مايو 1927 
بباريس
 في 
فرنسا
، وتوفي بنفس المكان في 3 يونيو 2012 بسبب 
مرض آلزهايمر
.
[
5
]
[
6
]
```

## أعمال

### أفلام
- (1966) فهرنهايت 451[7]
- (1973) ليلة أمريكية
- (1974) إيمانويل
- (1995) لا تنسى أنك ستموت

## ترشيحات
- جائزة الأوسكار لأفضل كتابة، عن عمل: ليلة أمريكية

## وصلات خارجية
- جان لويس ريتشارد على موقع IMDb (الإنجليزية)
- جان لويس ريتشارد على موقع ألو سيني (الفرنسية)
- جان لويس ريتشارد على موقع أول موفي (الإنجليزية)
- جان لويس ريتشارد على موقع قاعدة بيانات الأفلام السويدية (السويدية)
- جان لويس ريتشارد على موقع ديسكوغز (الإنجليزية)
- جان لويس ريتشارد على موقع قاعدة بيانات الفيلم (الإنجليزية)
- جان لويس ريتشارد على موقع كينوبويسك (الروسية)